# LG VELVET 2 Pro
LG VELVET 2 Pro(LG 벨벳 2 프로)는 LG전자가 2021년에 개발한 스마트폰으로, LG VELVET의 후속기종이다. 코드네임 레인보우로 알려져 정식으로 공개가 계획되어 있었으나 2021년 7월 31일 LG전자가 스마트폰 사업을 철수하면서 결국엔 출시하지는 못했다. LG 벨벳 2 프로는 2021년 6월 15일 사내 임직원몰을 통해 임직원 3000명을 대상으로 추첨 판매하였다. 사내 임직원몰에 등록된 가격은 19만 8천원으로 알려졌다.

## 색상
- 블랙
- 베이지
- 바이메탈릭 브론즈 (유광, 무광 분할 디자인 적용)